# Fernando Dias da Costa
Fernando Dias da Costa é um político guineense, Presidente do Partido da Renovação Social. Atualmente assume funções de Vice presidente no parlamento guineense. Foi Ministro da Administração Territorial e Poder Local no governo de Nuno Nabiam.

## Biografia
É Licenciado em Direito  e Pós-graduação em Direito penal pela Faculdade de Direito de Bissau. Assumiu funções do presidente interino  do Partido da Renovação Social (PRS) após o falecimento do Alberto Nambeia , e em 28 de junho de 2024 passou a ocupar o cargo do Presidente do partido após ser eleito no primeiro congresso extraordinário do PRS. Também ocupou o cargo do Secretário-geral da Juventude do PRS. É o vice presidente da Assembleia Nacional Popular para a XI Legislatura.